# برادر جاناتان

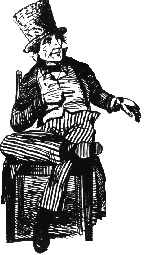
تصویر برادر جاناتان، اثر توماس نست

برادر جاناتان (به انگلیسی: Brother Jonathan) شخصیتی افسانه‌ای است که روزهای آغازین بنیان‌گذاری ایالات متحده خلق شد تا به ایالات متحده تجسم ببخشاید.
در کارتون‌های سرمقاله‌ای و پوسترهای میهن‌دوستانه، برادر جاناتان اغلب به شکل یک انقلابی آمریکایی با کلاهی سه‌گوشه و لباس نظامی بلندی به تصویر کشیده می‌شد. در حقیقت، برادر جاناتان اصطلاحی بود تقریباً استهزاآمیز که در طول جنگ انقلاب آمریکا (۱۷۸۳–۱۷۷۶) از سوی لویالیست‌ها برای خطاب قرار دادن میهن‌دوستان به کار می‌رفت.

## پیشینه

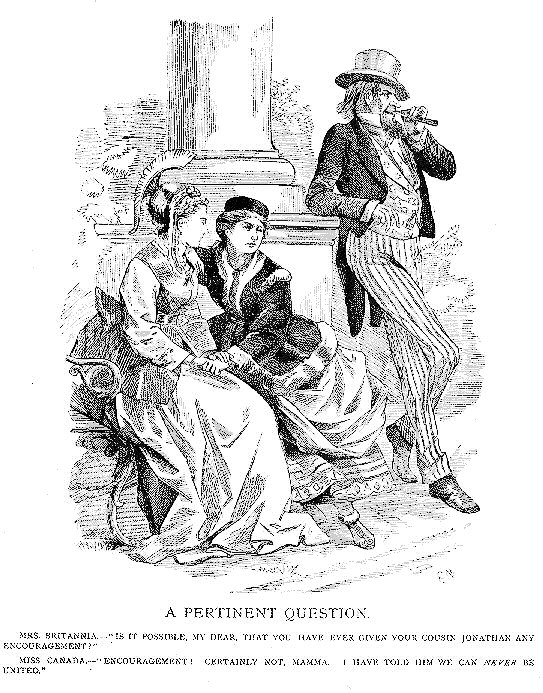
«خانم بریتانیا» و دخترش «دوشیزه کانادا» با «پسرعمو جاناتان» در یک کارتون سیاسی در ۱۸۸۶ بحث می‌کنند.

بر طبق یک داستان عامیانه دربارهٔ خاستگاه برادر جاناتان، این شخصیت از جاناتان ترامبول (۱۷۸۵–۱۷۱۰)، فرماندار کنتیکت، ساخته شده‌است. گفته می‌شود که جورج واشینگتن به هنگام مواجهه با موقعیت‌های دشوار اغلب جملهٔ «ما باید با برادر جاناتان مشورت کنیم» را به زبان می‌آورد. با این‌حال این خاستگاه، مشکوک به نظر می‌رسد؛ زیرا که هیچ کس در زمان حیاتش به آن داستان اشاره‌ای نکرده‌است و اولین مرتبهٔ انتشار داستان نیز به نیمهٔ قرن نوزدهم، یعنی مدت‌ها بعد از مرگشان، باز می‌گردد.
برادر جاناتان از ۱۷۸۳ تا ۱۸۱۵ به منظور تجسم بخشیدن به ملیت آمریکایی به کار می‌رفت. در طی جنگ ۱۸۱۲ اصطلاح عمو سام شیوع یافت. عمو سام از ۱۸۱۳ تا ۱۸۱۵ بر روی روزنامه‌ها و از ۱۸۱۶ بر کتاب‌ها نقش بست. کلمبیا، نماد زنانهٔ تجسم‌بخشی به ایالات متحده و عمو سام که شهرتش هر روز فزونی می‌یافت، جایگزین برادر جاناتان شدند. در واقع می‌توان برادر جاناتان را پلی مابین یانکی دودل و عمو سام دانست که نشانگر یک شهروند آمریکایی بوده‌است.
با این وجود برادر جاناتان و اشکال مشابه نام جاناتان همچنان در جنگ داخلی آمریکا برای خطاب قرار دادن آمریکاییان به کار می‌رفت. مثلاً جانی رب به معنای سرباز مؤتلفه بود.

## میراث
عبارت «ما باید با برادر جاناتان» مشورت کنیم بر روی مدارک فارغ‌التحصیلی کالج ترامبول دانشگاه ییل -که به افتخار جاناتان ترامبول این‌چنین نام گرفته‌است- دیده می‌شود.